# Masataka Goda
Pour les articles homonymes, voir Goda (homonymie).
Masataka Goda (郷田 真隆) (né le 17 mars 1971 à Tokyo) est un joueur professionnel de shogi japonais.

## Biographie

### Premières années
Masataka Goda a appris à jouer au shogi avec son père lorsqu'il avait trois ans.
En décembre 1982, il intègre le centre de formation de la Fédération japonaise de shogi sous la tutelle de Noboru Ōtomo (ja). Il obtient le titre de professionnel en février 1990.

### Carrière au shogi
Goda dispute sa première finale de titre majeur contre Kōji Tanigawa en 1992 pour le Kisei. Il perd par 1 victoires contre 3 mais c'est à l'époque le deuxième joueur à disputer un titre majeur en étant seulement 4e dan. Goda remporte le Ōi la même année par 4 victoires contre 2, toujours face à Tanigawa, et devient ainsi le premier 4e dan à détenir un titre majeur,.
Le 3 octobre 2007, Goda devient en battant Yoshinori Sato (ja) le 36e joueur à remporter 600 parties officielles; le 17 octobre 2015, il devient le 18e joueur à en remporter 800 en battant Masayuki Toyoshima.

## Palmarès
Goda a disputé 18 finales de titres majeurs, et en a remporté 6. En plus de cela, il a remporté 7 titres secondaires au cours de sa carrière.

### Titres majeurs
| Titre | Années     | Nombre de victoires |
| ----- | ---------- | ------------------- |
| Ōi    | 1992       | 1                   |
| Kiō   | 2011       | 1                   |
| Ōshō  | 2014, 2015 | 2                   |
| Kisei | 1998, 2001 | 2                   |

### Classement annuel des gains en tournoi
Goda a figuré dans le Top 10 du classement annuel des joueurs de shogi remportant le plus de gains (ja) chaque année entre 1993 et 2016 sauf en 1996, 1997, 2003, 2004, 2005 et 2010.
| Année | Montant gagné | Rang |
| ----- | ------------- | ---- |
| 1993  | 19 700 000 ¥  | 9e   |
| 1994  | 19 720 000 ¥  | 9e   |
| 1995  | 19 800 000 ¥  | 8e   |
| 1998  | 40 780 000 ¥  | 4e   |
| 1999  | 38 010 000 ¥  | 6e   |
| 2000  | 20 860 000 ¥  | 9e   |
| 2001  | 37 740 000 ¥  | 6e   |
| 2002  | 28 510 000 ¥  | 7e   |
| 2006  | 21 590 000 ¥  | 9e   |
| 2007  | 29 940 000 ¥  | 6e   |
| 2008  | 19 940 000 ¥  | 10e  |
| 2009  | 26 320 000 ¥  | 8e   |
| 2011  | 16 790 000 ¥  | 10e  |
| 2012  | 25 970 000 ¥  | 3e   |
| 2013  | 34 530 000 ¥  | 4e   |
| 2014  | 23 400 000 ¥  | 4e   |
| 2015  | 24 670 000 ¥  | 7e   |
| 2016  | 31 850 000 ¥  | 6e   |

### Parties commentées
- (en) [vidéo] « Goda - Maruyama (12 mai 1997, Qualification du Ōi) », sur YouTube